# 深坂溜池
深坂溜池（みさかためいけ）は、山口県下関市安岡（正確には、大字蒲生野字深坂）にあるため池である。満水時の面積13ヘクタール、水深22.6メートル、貯水量124万8000立方メートル。2010年（平成22年）3月25日に農林水産省のため池百選に選定された。

## 概要
二級河川友田川本流の上流部に堰堤を築くため、1913年（大正2年）「安岡耕地整理組合」を設立、1918年（大正7年）着工し途中1921年（大正10年）には大雨による堰堤の決壊もあったものの、延べ13万人の人手と現在の工事費で換算すると30億円以上を要する大工事の末1924年（大正13年）完成し、円筒分水用い分水計画を立てるなど、今も歴史のある最大級のアースダムであり、下流の530戸の水田や安岡ネギの畑300ヘクタールの灌漑に使用している。

## 深坂自然の森
池周辺はの「深坂自然の森公園」になりっており湖畔にはサクラ、堤体下流は白鳥をかたどられたツツジが植樹され、
小中学校の環境学習の場所や湖畔のウォーキング、鋤先山、竜王山登山のベースキャンプ地として利用されている。池には、希少種のほか多種の昆虫類が生息し、カエル、イモリなど下関環境総合計画で鳥獣保護区に指定されるなど生態系の保全活動がなされている。

## アクセス

### 道路
- 中国自動車道下関IC下車
- 山口県道244号下関川棚線　済生会下関総合病院付近を分岐して内日、菊川町方面に進む

### 公共交通機関
- 新下関駅